# Manoir de la Garoulais
Le manoir de la Garoulais est situé à Ploërmel en France.

## Localisation
Le manoir est situé sur le territoire de la commune de Ploërmel, au lieu-dit La Garoulais, dans le département du Morbihan en région Bretagne.

## Description
Manoir, dans une cour fermée, construit au XVIIIe siècle. Édifice à un étage carré en schiste. Toiture à longs pans couverte d'ardoises, pignon couvert. Escalier dans-œuvre : escalier tournant à retours avec jour.

## Historique
Le manoir est inscrit à l'inventaire général du patrimoine culturel en 1984.